# Centena de Hök

Localización de la centena de Hök en Halland

La centena de Hök (en sueco: Höks härad) fue una centena  en la provincia histórica Halland, Suecia.
La centena estaba compuesta por las parroquias de Hasslöv, Hishult, Knäred, Laholm, Ränneslöv, Skummeslöv, Tjärby, Veinge, Våxtorp y Ysby en el municipio de Laholm y la parroquia de Östra Karup en el municipio de Båstad.

Escuedo de la centena